# Adolf Hilgenfeld
Adolf Bernhard Christoph Hilgenfeld,  född den 2 juni 1823 i Stappenbeck (numera en del av hansestaden Salzwedel), död den 12 januari 1907 i Jena, var en tysk teolog.
Hilgenfeld studerade i Berlin och Halle, blev 1847 privatdocent i Jena, 1850 extra ordinarie professor där, 1869 professor honorarius, 1873 Kirchenrath och 1890 ordinarie professor. 
Hilgenfeld är en av de snillrikaste, lärdaste och grundligaste fortsättarna av den baurska skolans (Tübingenskolans) arbeten. Hans forskningar gällde urkristendomen och uppkomsten av Nya Testamentets skrifter. 
Hade F.C. Baur huvudsakligen fäst sig vid dessa skrifters olika "tendenser" och därför vid bedömandet av deras ursprung, ålder och tillförlitlighet väsentligen hållit sig till de inre kännetecknen, så sökte Hilgenfeld i samma syfte åstadkomma en såviyt möjligt fullständig historisk utredning. 
Själf betecknade han sin metod som den litteraturhistoriska kritikens i motsats till Baurs "tendenskritik". Resultatet av Hilgenfelds undersökningar blev i allt väsentligt en bekräftelse på dennes uppfattning om läroskiljaktigheterna inom den äldsta kyrkan; men tillika fann han, att NT:s skrifter författats tidigare, än Baur hade antagit. 
I vårt nuvarande "evangelium enligt Matteus" såg Hilgenfeld en senare, dock redan i första århundradet, från en mildrad judekristendoms ståndpunkt gjord bearbetning och utvidgning av en äldre, på hebreiska skriven urkund, som han antog vara det så kallade Hebreerevangeliet. 
"Evangelium enligt Markus" betecknar han som likaledes tillhörande en mildrad judekristen ståndpunkt och grundat på Petrus muntliga föredrag samt skrivet i Rom på 80-talet. 
"Evangelium enligt Lukas" och Apostlagärningarna betecknar Hilgenfeld som uttryck för en mildrad paulinism ("unionspaulinismen") och förlägger deras uppkomst till Mindre Asien, i slutet av första århundradet. Till samma tid hänför han den judekristna skriften Jakobs epistel. 
Endast i den i tiden näst före Jerusalems fall skrivna Uppenbarelseboken ser han ett uttryck för den rent judekristna riktningen med en essensk anstrykning, likasom å andra sidan den rena paulinismen representeras blott av Pauli äkta brev. Till dessa räknar Hilgenfeld utom de fyra första (av Baur som äkta erkända) även den första episteln till tessalonikerna. 
Till den efterapostoliska tidsåldern räknar han Petrus första och andra brev, andra tessalonikerbrevet, de mot gnosticismen polemiserande Kolosser- och Efeserbreven, de paulinska herdabreven samt Judas epistel.
Dit hörde även de johanneiska breven och Johannesevangeliet. Det sistnämndas ståndpunkt betecknar han som en mildrad gnosticism, och tiden för dess uppkomst bestämmer han till 130-140. 
Sina åsikter om den urkristna litteraturen sammanfattade Hilgenfeld i Historisch-kritische Einleitung in das neue Testament (1875). För övrigt utgav han en mängd exegetiska och kritiska arbeten. År 1858 började han ge ut "Zeitschrift für wissenschaftliche Theologie". 